# David Asheri
David Asheri est un historien israélien né à Florence (Italie) le 1er novembre 1925 et mort à Jérusalem (Israël) le 3 février 2000. Son œuvre principale est un commentaire (partiel) de l'Enquête d'Hérodote.

## Vie
David Asheri est né à Florence le 1er novembre 1925 dans une famille de juifs Séfarades, peut-être d'origine espagnole, installée en Toscane depuis la napoléonienne. Il étudie deux ans au Lycée Michelangelo, mais en est exclu en raison des lois raciales de 1938 ; il passe sa dernière année dans un lycée organisé par la communauté juive florentine.
Sa famille est forcée d'émigrer en 1939 et s'installe en Palestine, où son père a trouvé un poste à l'Université hébraïque ; sa tante est cependant exécutée à Auschwitz. Il reprend son éducation dans une école religieuse, où il apprend l'hébreu ; il étudie pendant un an dans une université dans l'intention de devenir professeur. Ses études sont interrompues jusqu'en 1952 par la guerre et un séjour dans un kibboutz. Il se spécialise en histoire avec deux mineures en philosophie et en grec ancien.
Sa thèse de doctorat, sous la direction d'Alexander Fuks, porte sur la distribution de la terre en Grèce antique.
À partir de 1965, enseigne à l'Université de Jérusalem.

## Travaux
Dans la ligne de sa thèse, ses premiers travaux portent sur la gestion de la terre en Grèce ancienne, plus particulièrement Athènes. Sa rencontre avec Arnaldo Momigliano cependant réorientent sa recherche sur l'historiographie. Il travaille notamment sur l'historiographie grecque de la guerre de Troie, et dit s'intéresser à la manière dont les Anciens établissaient la chronologie des mythes.